# Faseny Water
Das Faseny Water ist ein Fluss in der schottischen Council Area East Lothian.

## Lauf
Das Faseny Water entsteht durch den Zusammenfluss der Bäche Marlion Grain und Black Grain zwischen den Hügeln Meikle Says Law (535 Meter) und Harestone Hill (504 Meter) in den Lammermuir Hills. Groome gibt eine Quellhöhe von 1550 Fuß (472 Meter) an, welche sich vermutlich auf den Quellort des Marlion Grain bezieht. Der Zusammenfluss erfolgt auf einer Höhe von 439 Metern nur wenige hundert Meter nördlich der Grenze zwischen East Lothian und den Scottish Borders, beziehungsweise historisch nahe der Grenze zwischen den Grafschaften Haddingtonshire und Berwickshire.
Der Bach fließt zunächst für drei Kilometer in nordöstlicher Richtung ab, um mit der Einmündung des kurzen Easter Mossy Burn nach Südosten zu drehen. Etwa 2,5 Kilometer aufwärts der Mündung dreht das Faseny Water abrupt nach Nordnordost. Nach einem Lauf von etwa 11,31 Kilometern ergießt sich das Faseny Water an dessen Südufer in das Whiteadder Reservoir. Bevor der Aufstauung des Stausees im Jahre 1968 mündete der Bach rund 400 Meter nordöstlich direkt in das Whiteadder Water, das über den Tweed in die Nordsee entwässert. Die Mündungshöhe beträgt etwa 248 Meter.

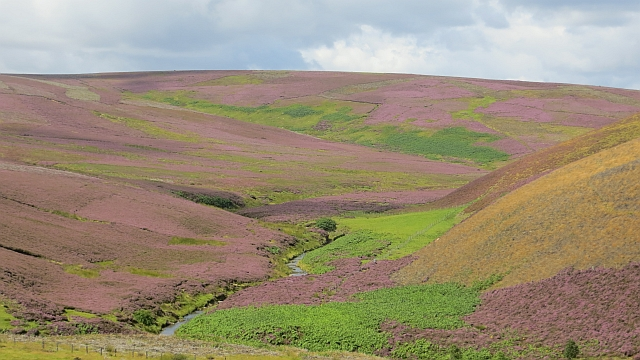
Oberlauf des Faseny Water
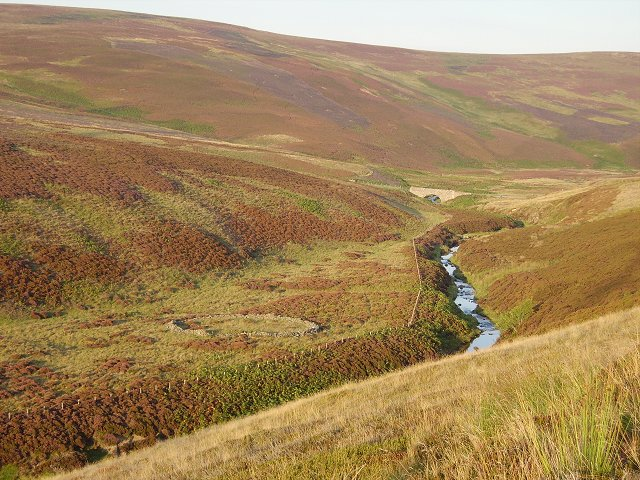
Mittellauf des Faseny Water mit der Faseny Bridge
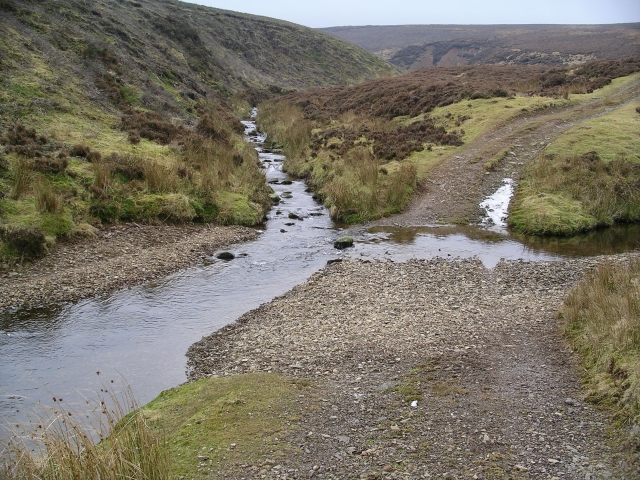
Furt an der Mündung des Lamb Burn (halblinks) in das Faseny Water (von rechts)

Entlang seines Laufs nimmt das Faseny Water zahlreiche Bäche auf. Der Karte der Ordnance Survey sind folgende Zuflüsse zu entnehmen (Sortierung: von Quelle zur Mündung):
- Wolf Cleugh (von rechts)
- Wester Mossy Burn (von links)
- Easter Mossy Burn (l)
- Wanside Cleugh (l)
- Lamb Burn (r)
- Cow Clugh (r)
- Little Cow Cleugh (r)
- Hare Cleugh (r)
- Chapman’s Slack (l)
- Green Cleugh (l)
- Priest Cleugh (r)
- Killpallel Burn (r)
- Craig Burn (r)
- Fee Cleugh (l)

## Umgebung
Da die Lammermuir Hills weitgehend unbesiedelt sind, passiert das Faseny Water keine Siedlungen. Eine untergeordnete Straße zwischen den Weilern Longformacus und Gifford quert das Faseny Water auf der Faseny Bridge. Nahe der Mündung befindet sich links auf einer Anhöhe der Cairn Table Rings. Hangabwärts befand sich ein Grangie der Melrose Abbey, der vermutlich im 15. Jahrhundert errichtet wurde, aber auch älteren Datums sein könnte. Am rechten Ufer steht das denkmalgeschützte Priestlaw Farmhouse, das aus dem späten 18. Jahrhundert stammt.